# Guémené-sur-Scorff
 Guémené-sur-Scorff  (en bretón Ar Gemene) es una población y comuna francesa, situada en la región de Bretaña, departamento de Morbihan, en el distrito de Pontivy y cantón de Guémené-sur-Scorff.

## Demografía
| 1743 | 1831 | 1693 | 1555 | 1332 | 1205 |
| Para los censos de 1962 a 1999 la población legal corresponde a la población sin duplicidades (Fuente: INSEE [Consultar]) |      |      |      |      |      |